# Sclerophyton
Sclerophyton är ett släkte av lavar. Sclerophyton ingår i familjen Roccellaceae, ordningen Arthoniales, klassen Arthoniomycetes, divisionen sporsäcksvampar och riket svampar.
|              | Enterographa                             |
|              |                                          |
|              | Hubbsia                                  |
|              |                                          |
|              | Opegrapha                                |
|              |                                          |
|              | Peterjamesia                             |
|              |                                          |
|              | Lecanactis                               |
|              |                                          |
|              | Dirina                                   |
|              |                                          |
|              | Chiodecton                               |
|              |                                          |
|              | Angiactis                                |
|              |                                          |
|              | Syncesia                                 |
|              |                                          |
|              | Lecanographa                             |
|              |                                          |
|              | Graphidastra                             |
|              |                                          |
|              | Cresponea                                |
|              |                                          |
|              | Bactrospora                              |
|              |                                          |
|              | Austrographa                             |
|              |                                          |
|              | Schismatomma                             |
|              |                                          |
|              | Dictyographa                             |
|              |                                          |
|              | Sigridea                                 |
|              |                                          |
| Sclerophyton | \| \| Sclerophyton rostratum \| \| \| \| |
|              | \| \| Sclerophyton rostratum \| \| \| \| |
|              | Roccellina                               |
|              |                                          |
|              | Roccella                                 |
|              |                                          |
|              | Phacographa                              |
|              |                                          |
|              | Schizopelte                              |
|              |                                          |
|              | Dendrographa                             |
|              |                                          |
|              | Sclerophyton rostratum                   |
|              |                                          |

|  | Sclerophyton rostratum |
|  |                        |